# Coleophora damarella
Coleophora damarella là một loài bướm đêm thuộc họ Coleophoridae. Nó được tìm thấy ở Namibia.